# Akrokerauni-hegyvidék
Az Akrokerauni-hegyvidék (albán Malësia Akrokeraune) vagy Tengermelléki-hegyvidék (albán Malet Bregdetare, Vargu Detar) a dél-albániai hegységrendszer nyugati tagja, amelynek közép- és magashegységi láncai mintegy 100 kilométer hosszan húzódnak a Vlorai-öböltól Porto Palermo öbléig. Legmagasabb pontja a 2045 méteres Çika-hegy. A hegyvidéket három nagyobb hegység északnyugat–délkeleti, illetve észak–déli csapásirányú vonulata alkotja: az északkeleti Lungara-hegység és az északnyugati Rrëza e Kanalit láncai a Llogara-hágónál találkoznak, ettől délre már a Çika-hegység gerince húzódik. A két északi hegység a Vlorai-öblöt és a Dukati-síkot zárja közre. Keletről a Shushica, majd a Kudhës-patak völgye határolja a hegyvidéket, míg nyugaton, a Karaburun-félszigetnél és az Albán-Riviéra parti sávjában a hegylábak meredek parttal ereszkednek a Jón-tengerbe. A csapadékos, mediterrán hegyvidéki éghajlatú hegyláncok fő természeti értéke a Llogarai Nemzeti Park. A hegységek benépesültsége alacsony, a településhálózat ritka, de peremvidékükön találhatóak Vlora, Orikum és Himara városai. A Fiert Sarandával összekötő SH8-as főút átvezet a Llogara-hágón, majd nyugatról kíséri a Çika-hegység vonulatait.
A hegyvidéket alkotó hegységek a következők:
- Rrëza e Kanalit: A Karaburun-félszigettől északnyugat–délkeleti irányban húzódó hegylánc, amely a Jón-tenger partvidékén mintegy 25 kilométeren keresztül húzódva a Llogara-hágónál találkozik a Lungara-hegységgel. A két hegység itt egyesül a Çika-hegységben, amely déli-délkeleti irányban folytatja útját. Északról a Karaburun-félsziget, keletről a Dukati-sík határolja, legmagasabb pontja a Shendëlli-hegy (Maja e Shendëlliut, 1499 m). Földtani szempontból a Rrëza e Kanalit északi nyúlványa a magát a 15 kilométer hosszú Karaburun-félszigetet – sőt, a Sazan-szigetet is alkotó – Karaburun-hegység, amelynek legmagasabb pontja a Kora-hegy (Maja e Korës, 826 m). A hegyvidék további részeitől eltérően tektonikai szempontból a Sazan-öv felső kréta kori és paleogén mészkő-dolomit hegysége.[1]
- Lungara-hegység: A Vlora délkeleti szomszédságától kiinduló hegyvonulat mintegy 30 kilométeren át húzódik déli irányba egészen a Llogara-hágóig. Legmagasabb csúcsa a hágó közelében található Qorre-hegy(wd) (Maja e Qorres, 2018 m). Nyugatról a Vlorai-öböl, majd a Dukati-sík határolja, keletről pedig a Shushica völgye kíséri vonulatait. A Lungarát a Llogara-hágó választja el a Rrëza e Kanalit hegységtől, délkeleten pedig a Çika-hegységben folytatódik az Akrokerauni-hegyvidék.
- Çika-hegység: A Llogara-hágótól kezdetben északnyugat–délkeleti, majd észak–déli csapásirányba váltva egészen a Porto Palermo öböl keleti oldaláig, mintegy 30 kilométeren át húzódó láncolat. Nyugatról az Albán-Riviéra keskeny parti síksága, keletről a Shushica, majd délkeletről a Kudhës-patak (Përroi i Kudhësit) völgye határolja. Legmagasabb pontja a Llogara-hágó közelében magasodó Çika-hegy (Maja e Çikës, 2045 m). A Lungara- és a Çika-hegység geológiailag a Jón-öv részei, uralkodó kőzete a karbon mészkő, kréta kori dolomit és homokkő, a völgyekben és az alacsonyabb dombokon flis-, homok- és agyagösszletek váltakoznak.[2]

Noha orogenetikai értelemben elkülönül, gyakran az Akrokerauni-hegyvidékhez számítanak további két kistájat:
- Çorraji-hát: A mintegy 10 kilométeres észak–déli irányú hegyhátat nyugatról a Kudhës-, keletről a Borsh- és a Fterra-patakok völgye határolja, legmagasabb pontja a Çorraji-hegy (Maja e Çorrajt, 1403 m).
- Levani-hát: A Borsh(wd) falutól keletre kiinduló hegyhát 15 kilométeren keresztül fut délkeleti irányban. Nyugatról a Çorraji-hát és az Albán-Riviéra, keletről a Kalasa-patak völgye határolja. Délnyugati részén, a Hundecova-patak völgyében fut a Shënvasili-hágó, amely az Albán-Riviéra és a Delvinai-medence közötti összeköttetést biztosítja. Legmagasabb csúcsa a Gargull-hegy (Maja e Gargullit, 1215 m).

## Az Akrokerauni-hegyvidék főbb csúcsai

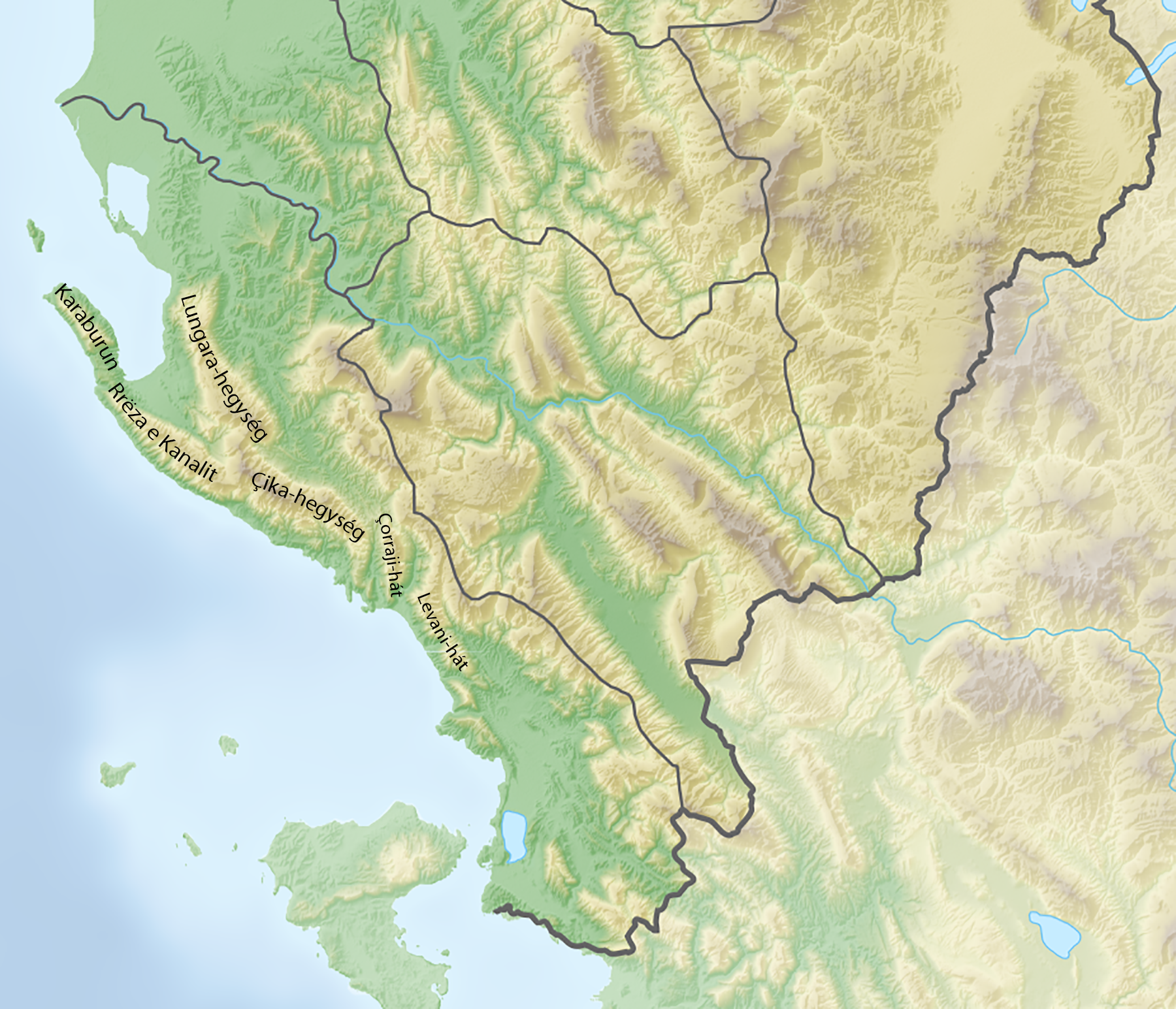
Az Akrokerauni-hegyvidék és hegységei Dél-Albániában

Az Akrokerauni-hegyvidék, valamint a Çorraji- és Levani-hát főbb hegyei, tengerszint feletti magasságuk csökkenő sorrendjében, a következők.
| Hegy (magyarul)              | Hegy (albánul)            | Hegység         | Magasság (m) | Koordináta                                             |
| ---------------------------- | ------------------------- | --------------- | ------------ | ------------------------------------------------------ |
| Çika-hegy                    | Maja e Çikës              | Çika-hegység    | 2044         | é. sz. 40,1980°, k. h. 19,6397°40.198000°N 19.639700°E |
| Qorre-hegy                   | Maja e Qorres             | Lungara-hegység | 2018         | é. sz. 40,2158°, k. h. 19,6056°40.215800°N 19.605600°E |
| Qiramanga-hegy               | Maja e Qiramangës         | Lungara-hegység | 1863         | é. sz. 40,2743°, k. h. 19,6192°40.274300°N 19.619200°E |
| Val i Bufit-hegy             | Maja Vali i Bufit         | Çika-hegység    | 1862         | é. sz. 40,1909°, k. h. 19,6531°40.190900°N 19.653100°E |
| Brataji-hegy                 | Maja e Bratajt            | Lungara-hegység | 1829         | é. sz. 40,2675°, k. h. 19,6296°40.267500°N 19.629600°E |
| Stogoj-hegy                  | Maja e Stogojt            | Lungara-hegység | 1825         | é. sz. 40,2705°, k. h. 19,6179°40.270500°N 19.617900°E |
| Paliska-hegy                 | Maja e Paliskës           | Lungara-hegység | 1700         | é. sz. 40,2423°, k. h. 19,5979°40.242300°N 19.597900°E |
| Mesimer-hegy                 | Maja e Mesimerit          | Çika-hegység    | 1694         | é. sz. 40,1814°, k. h. 19,6916°40.181400°N 19.691600°E |
| Bogonica-hegy                | Maja e Bogonicës          | Çika-hegység    | 1672         | é. sz. 40,1789°, k. h. 19,7352°40.178900°N 19.735200°E |
| Matos-hegy                   | Maja Matos                | Lungara-hegység | 1537         | é. sz. 40,2800°, k. h. 19,5989°40.280000°N 19.598900°E |
| Shendëlli-hegy               | Maja e Shendëlliut        | Rrëza e Kanalit | 1499         | é. sz. 40,2251°, k. h. 19,5259°40.225100°N 19.525900°E |
| Sqillovik-hegy               | Maja e Sqillovikut        | Lungara-hegység | 1485         | é. sz. 40,2827°, k. h. 19,5790°40.282700°N 19.579000°E |
| Zog-hegy                     | Maja e Zogut              | Çika-hegység    | 1481         | é. sz. 40,1676°, k. h. 19,7336°40.167600°N 19.733600°E |
| Bredh-hegy                   | Maja e Bredhit            | Rrëza e Kanalit | 1480         | é. sz. 40,2174°, k. h. 19,5437°40.217400°N 19.543700°E |
| Gjipal-hegy                  | Maja e Gjipalit           | Rrëza e Kanalit | 1445         | é. sz. 40,2085°, k. h. 19,5562°40.208500°N 19.556200°E |
| Çorraji-hegy                 | Maja e Çorrajt            | Çorraji-hát     | 1403         | é. sz. 40,1205°, k. h. 19,8450°40.120500°N 19.845000°E |
| Shisha-hegy                  | Maja e Shishës            | Çorraji-hát     | 1390         | é. sz. 40,1285°, k. h. 19,8426°40.128500°N 19.842600°E |
| Hosszú-hegy                  | Maja e Gjatë              | Rrëza e Kanalit | 1371         | é. sz. 40,2406°, k. h. 19,5116°40.240600°N 19.511600°E |
| Val-hegy                     | Maja e Valit              | Rrëza e Kanalit | 1363         | é. sz. 40,2464°, k. h. 19,5053°40.246400°N 19.505300°E |
| Thanas-hegy                  | Maja e Thanasit           | Rrëza e Kanalit | 1352         | é. sz. 40,1988°, k. h. 19,5739°40.198800°N 19.573900°E |
| Ali Hila-hegy                | Maja e Ali Hilës          | Rrëza e Kanalit | 1323         | é. sz. 40,2511°, k. h. 19,4892°40.251100°N 19.489200°E |
| Mëlleza-hegy                 | Maja e Mëllezës           | Lungara-hegység | 1281         | é. sz. 40,2998°, k. h. 19,5610°40.299800°N 19.561000°E |
| Shtrunga e Gurit-hegy        | Maja e Shtrungës së Gurit | Rrëza e Kanalit | 1247         | é. sz. 40,2595°, k. h. 19,4786°40.259500°N 19.478600°E |
| Kollovoçka-hegy              | Maja e Kollovoçkës        | Rrëza e Kanalit | 1228         | é. sz. 40,2645°, k. h. 19,4686°40.264500°N 19.468600°E |
| Gargull-hegy                 | Maja e Gargullit          | Levani-hát      | 1215         | é. sz. 40,0781°, k. h. 19,9063°40.078100°N 19.906300°E |
| Shtruga e Bitrit-hegy        | Maja e Shtrugës së Bitrit | Çika-hegység    | 1213         | é. sz. 40,1507°, k. h. 19,7588°40.150700°N 19.758800°E |
| Lëpieta-hegy                 | Maja e Lëpietës           | Çika-hegység    | 1198         | é. sz. 40,1446°, k. h. 19,7818°40.144600°N 19.781800°E |
| Qeparo-hegy                  | Maja e Qeparos            | Çorraji-hát     | 1194         | é. sz. 40,1004°, k. h. 19,8438°40.100400°N 19.843800°E |
| Nikëzi-hegy                  | Maja e Nikëziut           | Çika-hegység    | 1183         | é. sz. 40,1528°, k. h. 19,7764°40.152800°N 19.776400°E |
| Piksa-hegy                   | Maja e Piksës             | Levani-hát      | 1136         | é. sz. 40,0442°, k. h. 19,9073°40.044200°N 19.907300°E |
| Reç-hegy                     | Maja e Reçit              | Levani-hát      | 1116         | é. sz. 40,0728°, k. h. 19,9008°40.072800°N 19.900800°E |
| Gostila-hegy                 | Maja e Gostilës           | Levani-hát      | 1102         | é. sz. 40,0631°, k. h. 19,8905°40.063100°N 19.890500°E |
| Mblerëza-hegy                | Maja e Mblerëzës          | Çika-hegység    | 1095         | é. sz. 40,1561°, k. h. 19,6988°40.156100°N 19.698800°E |
| Lugjët-hegy (’Vályúk hegye’) | Maja e Lugjeve            | Levani-hát      | 1045         | é. sz. 40,0390°, k. h. 19,9042°40.039000°N 19.904200°E |
| Kelkaza-hegy                 | Maja e Kelkazës           | Lungara-hegység | 0981         | é. sz. 40,3129°, k. h. 19,5957°40.312900°N 19.595700°E |
| Lavan-hegy                   | Maja e Lavanit            | Levani-hát      | 0953         | é. sz. 39,9960°, k. h. 19,9351°39.996000°N 19.935100°E |